# Nowy Goniwilk
Nowy Goniwilk (prononciation : [ˈnɔvɨ ɡɔˈnivilk]) est un village polonais de la gmina de Żelechów dans le powiat de Garwolin de la voïvodie de Mazovie dans le centre-est de la Pologne.
Il se situe à environ 7 kilomètres à l'ouest de Żelechów (siège de la gmina), 16 kilomètres au sud-est de Garwolin (siège du powiat) et à 72 kilomètres au sud-est de Varsovie (capitale de la Pologne).
Le village possède une population de 314 habitants en 2006.

## Histoire
De 1975 à 1998, le village appartenait administrativement à la voïvodie de Siedlce.